# Bermejo (Tarija)
Bermejo es una localidad fronteriza, distrito y municipio en el extremo sur de Bolivia, ciudad más poblada de la provincia de Arce en el departamento de Tarija. Tiene 34.400 habitantes y está a 208 km de la ciudad de Tarija, en la frontera internacional con la República Argentina. Es la ciudad más austral de Bolivia.
Es una zona rica en hidrocarburos (petróleo y gas natural).
Se encuentra a 419 m s. n. m., de clima tropical, con una media de 22,18 °C y 1200 mm de precipitación pluvial concentrados en el periodo de lluvias (noviembre-abril). 
Entre sus principales atractivos turísticos están los balnearios naturales de "El Chorro", además de la pesca en los ríos Bermejo y Tarija.
La ciudad es conocida por el ingenio azucarero que se encuentra en esta ciudad, y que provee una buena parte del consumo interno de azúcar de Bolivia. También en Bermejo es importante una planta procesadora de cítricos.

## Toponimia
Desde la época precolonial, el pueblo guaraní que habitaba la cuenca media del río Bermejo, antes de la llegada de los conquistadores españoles a América del Sur, llamaba "Ipitá" al río, lo que deriva de dos voces de origen guaraní: I=agua; pitâ= rojo. El diccionario de la lengua española define como sinónimo de Bermejo al color encarnado, rojizo, anaranjado, amarillento o cobrizo. Fue así que los españoles castellanizaron el nombre y lo denominaron río Bermejo.

## Historia
La fecha de nacimiento de la ciudad de Bermejo, ya que nunca hubo una fundación, es el 24 de agosto de 1922, cuando comenzó oficialmente la actividad petrolera en Bolivia, con la perforación del Pozo Bermejo-001. Esta fecha de nacimiento se determinó a raíz de una investigación histórica que se realizó en el año 2009, en la cual investigadores históricos llegaron a la conclusión de la verdadera fecha del aniversario cívico de Bermejo. Una vez establecida históricamente esta fecha mediante un debate público notariado, que tuvo carácter vinculante, se ratificó como fecha de aniversario. Por su parte el Gobierno Autónomo Municipal de Bermejo ratificó a su vez esta determinación emitiendo la respectiva ley municipal.
La primera empresa petrolera que comenzó sus actividades en la región fue la Standard Oil Company of Bolivia, subsidiaria de la Standard Oil Company de Nueva Jersey en EEUU, que instaló un campamento petrolero que se denominó, desde el principio, Campamento Bermejo, que de ahí deriva el nombre de la ciudad.
La Standard Oil estuvo en la región, que también se denomina Triángulo del Sur de Bolivia", desde 1922 hasta 1935 y perforó en total 10 pozos; luego, a partir del año 1936 la empresa petrolera estatal YPFB se hizo cargo del área petrolera de Bermejo, perforando más de 100 pozos hasta el año 1990.
En el año 1968 comenzó en la región el funcionamiento de una factoría de azúcar, el Ingenio Stephen Leigh, y en 1972 comenzó la producción del Ingenio Moto Méndez. estas dos fábricas fueron construidas por la ex Corporación Boliviana de Fomento, para lo cual conformó en la región la empresa Industrias Agrícolas de Bermejo.
El 18 de noviembre de 1988, con Ley de la República n.º 1028, el gobierno elevó a Bermejo al rango de ciudad. Finalmente, en fecha 24 de agosto de 2015, mediante Ley n.º 722 el gobierno aprobó la fecha de aniversario cívico de la ciudad de Bermejo, consolidando el resultado de la investigación histórica y la ley municipal respectiva.

## Geografía

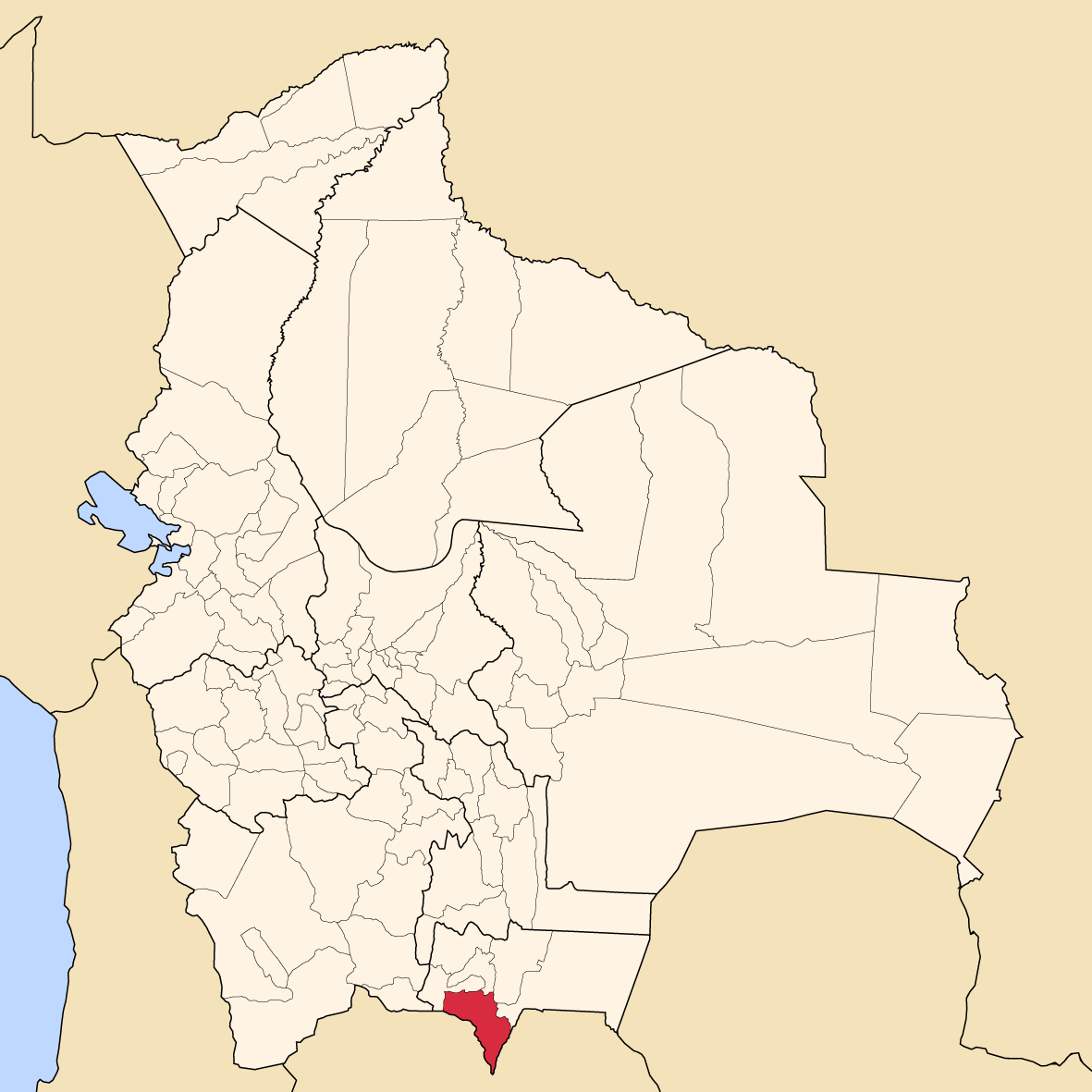
Mapa de Bolivia que muestra la provincia de Arce.

Pertenece a la provincia de Arce del departamento de Tarija, que está ubicada en el extremo sur del departamento, entre las coordenadas geográficas 22° 35’ 24” y 22° 52’ 09” de Latitud Sur y 64° 26’ 30” y 64° 14’ 55” de Longitud Oeste (22°35′24″S 64°14′55″O / -22.59000, -64.24861). 
Los límites del municipio de Bermejo son los siguientes: al norte, con la serranía de San Telmo y la comunidad Colonia Ismael Montes (San Telmo Río Tarija), al sur con el río Bermejo y la República Argentina, al este con el río Grande de Tarija y la República Argentina, y al oeste con la comunidad de San Telmo, el río Bermejo y la República Argentina.
La extensión del municipio de Bermejo es de aproximadamente de 380,90 km², dividiéndose en área urbana y rural. Siendo su ocupación territorial, el resultado de la convivencia de pueblos originarios y de importantes corrientes migratorias.
El municipio de Bermejo está conformado por nueve distritos, de los que 5 pertenecen al área urbana (integrados por 27 barrios) y 4 distritos municipales son del área Rural: Arrozales, Bermejo, Porcelana (con capitales homónima) y Candaditos (con capital de "Candado Grande"), constituidos por 258 Comunidades.

## Clima
Bermejo se encuentra situado a una altitud de 415 m s. n. m., con una temperatura media anual de 22,53 °C; sin embargo, el clima de Bermejo se  
caracteriza por tener temperaturas extremas: muy altas entre septiembre a mayo, llegando a alcanzar los 45 °C, mientras que entre junio a agosto las temperaturas descienden hasta los 10°. 

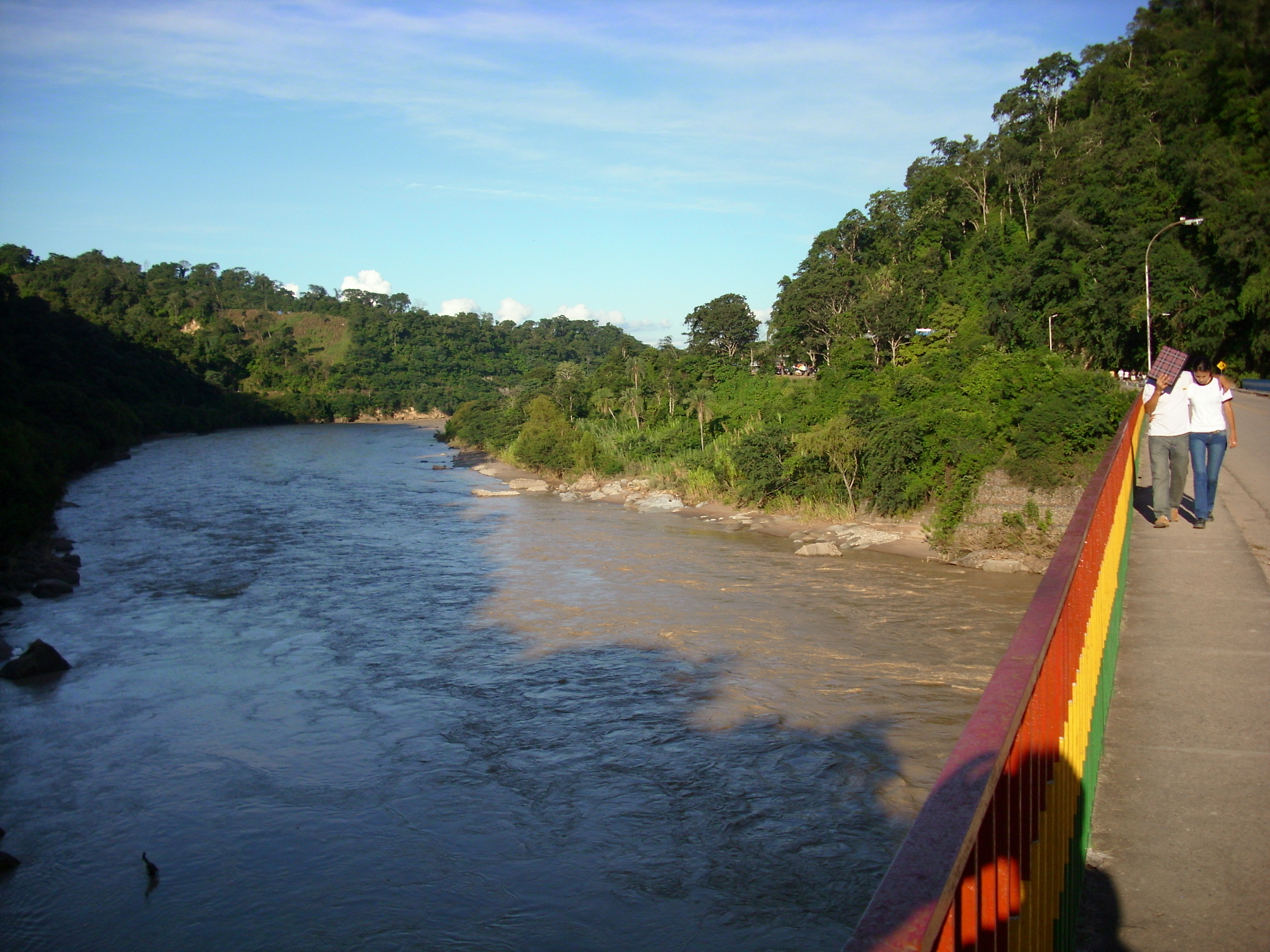
Puente internacional vista del lado de Aguas Blancas, Salta, hacia Bermejo.

Los meses de lluvias se concentran entre marzo y mayo, por lo que existe un alto grado de humedad. El período de lluvias empieza en octubre y se extiende hasta abril, con una precipitación anual de 1.323,1 mm. Por otra parte, es una zona con bastante vegetación, fauna y flora.

## Demografía
De acuerdo con el censo boliviano de 2024, la población del municipio de Bermejo es de 36 967 habitantes.
La población del municipio aumentó en un tercio entre 1992 y 2024: 
| Año  | Habitantes (municipio) | Habitantes (ciudad) | Fuente                  |
| ---- | ---------------------- | ------------------- | ----------------------- |
| 1900 | -                      | 935                 | Censo boliviano de 1900 |
| 1950 | -                      | 1 870               | Censo boliviano de 1950 |
| 1976 | -                      | 13 022              | Censo boliviano de 1976 |
| 1992 | 27.372                 | 21 394              | Censo boliviano de 1992 |
| 2001 | 33.310                 | 26 059              | Censo boliviano de 2001 |
| 2012 | 34.400                 | 29 459              | Censo boliviano de 2012 |
| 2024 | 36.967                 |                     | Censo boliviano de 2024 |

Por su ubicación geográfica, Bermejo se cataloga como ciudad de frontera, caracterizada por un dinámico crecimiento, pero también por una fuerte inestabilidad del mismo. Cuenta con un alto porcentaje de población flotante. Según el "Censo 2001", tiene 34.937 hab., de los que 16.956 son mujeres y 17.981 son varones. Se tiene proyectado en la gestión 2005, un total de 37.300 habitantes, de los que 17.993 serían mujeres y 19.307 varones (Fuente INE). No se dispone de datos de población con discapacidad. 
La densidad demográfica calculada por el I.N.E. (Instituto Nacional de Estadísticas -boliviano-) es de 87,45 hab./km
El 43,2% de su población es clasificada como pobre, el 31% se encuentra en el rango de pobreza moderada, el 6% en la indigencia y no existiría población en estado de marginalidad.
La mayor parte de la población ocupada se encuentra en el sector agropecuario (23%), seguido de los trabajadores de los servicios y vendedores del comercio (22%). Los trabajadores no calificados son el 17% y los de la industria extractiva, construcción y manufactura el 16%.

## Servicios
Respecto a servicios básicos, la ciudad de Bermejo cuenta con agua potable corriente, alcantarillado y, en algunos barrios, luz eléctrica y gas.
Existe un hospital (primer nivel) del pueblo que no está totalmente equipado y tampoco cuenta con los especialistas necesarios (neurólogo, cardiólogo, otorrinolaringólogo, oculista, etc.), un hospital privado que tampoco dispone ni de especialistas ni de los medios anteriormente mencionados,y un hospital de tercer nivel,que contempla de salas de cuidados intensivos, hemodíalisis, infectología, etc. tendría un equipamiento similar al hospital oncologico de Tarija.
En cuanto a educación, existen varias escuelas y colegios que atienden el nivel inicial, primario y secundario, establecimientos que pertenecen al Estado, como asimismo, los hay también de tipo privado. También hay una escuela secundaria para adultos.
Existe también la educación universitaria, con carreras de Auditoría, Comercio Internacional, Informática, Agronomía, que dependen de la Universidad Autónoma Juan Misael Saracho de Tarija y una Universidad a Distancia para la formación de maestros. Además existen diversos Institutos de capacitación técnica. 
En la ciudad sólo están asfaltadas las principales calles y no hay una planificación que contemple la eliminación de barreras para los discapacitados físicos. En la época de lluvias el tránsito se hace dificultoso para todos los viandantes.

## Transporte
Bermejo se encuentra a una distancia de 210 km por carretera al sureste de Tarija, la capital departamental.
La carretera nacional pavimentada Ruta 1 conduce al noroeste de Bermejo a través de Padcaya y el Valle de Concepción hasta Tarija. Desde allí, la Ruta 1 cruza todo el Altiplano boliviano en dirección norte y conduce a través de las principales ciudades de Potosí, Oruro y El Alto hasta Desaguadero en la frontera con Perú.
Bermejo también está conectado al noreste a través de la Ruta 33 con Caraparí y la sección local de la Ruta 29 a Campo Pajoso con la ruta principal Ruta 9, que va desde Yacuiba en el sur a través de la ciudad de Santa Cruz de la Sierra hasta el norte hasta Guayaramerín en la frontera con Brasil.
Hacia el sur, Bermejo se conecta del lado argentino a través de la Ruta Nacional 50 con las ciudades del norte argentino de Aguas Blancas y Pichanal.

## Turismo

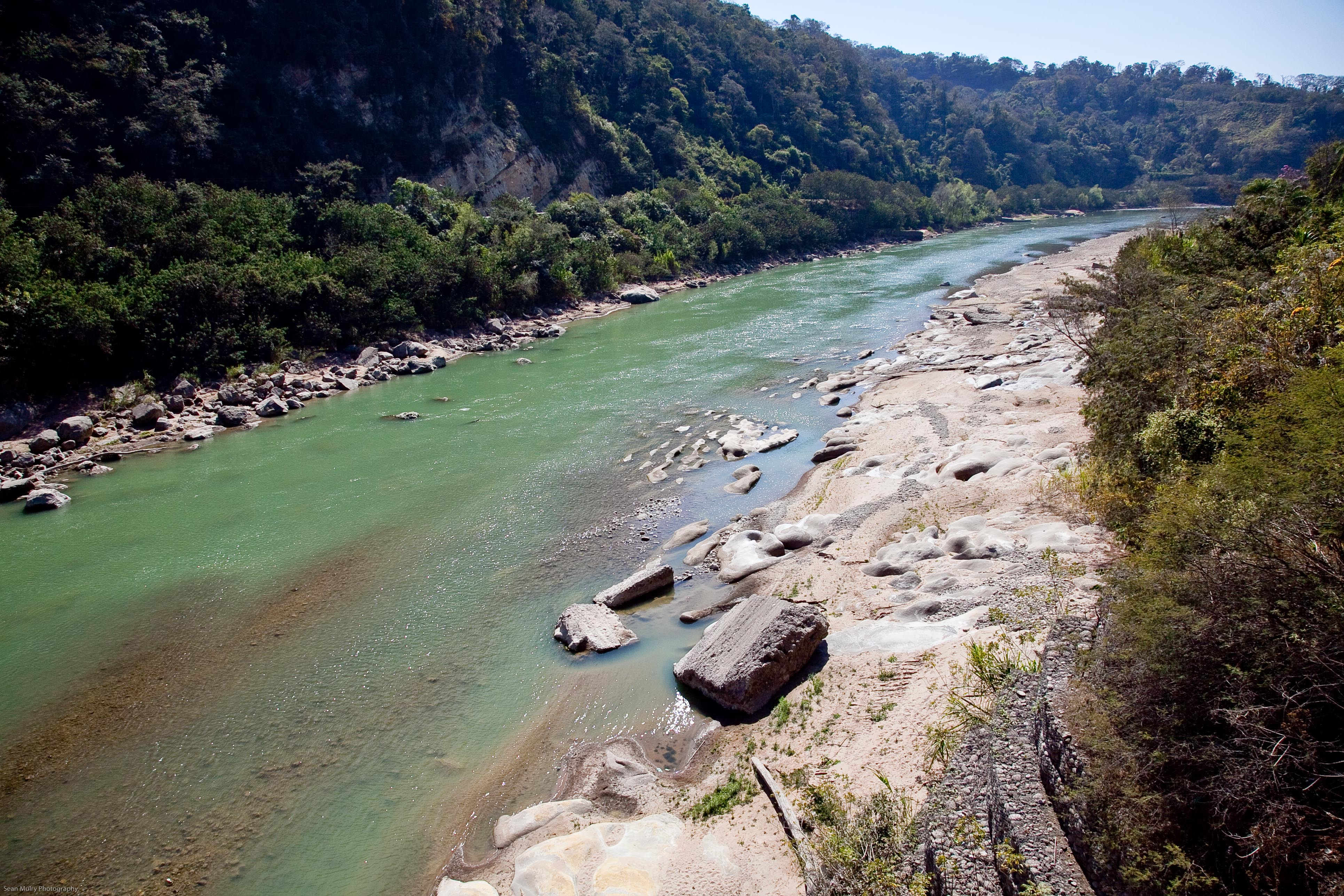
Río Bermejo, formando frontera entre Bolivia (izq.) y Argentina (dcha).

Bermejo, frontera con la República Argentina, se encuentra a 208 km de la ciudad de Tarija. Esta región se caracteriza por su vegetación, lugar ideal para la caza y la pesca. Entre sus atractivos turísticos están: "el Chorro" o "Quebrada del Nueve", "El Cajón", lugar de pesca, con variedades de peces como el róbalo, surubí, dorado (aproximadamente de 12 kilos) y otros característicos de la zona.
En el Cajón se realiza anualmente un concurso internacional de pesca, tan solo se necesita un motorizado 4x4, ya que el camino hasta "El Cajón" no es transitado diariamente, no obstante los organizadores comparten un camión para todos los pescadores, que sale de la plaza principal, en la madrugada del día de la competencia. Es un lugar muy visitado por gente del interior y del vecino país Argentina.
Todos los años se realiza la "Regata Internacional del Bermejo", el "Festival Internacional del Lapacho" y la gran entrada Folklórica en devoción al patrono Santiago. 
El árbol llamado lapacho con sus flores de colores rosado, amarillo, blanco y verde, constituyen la identidad vegetal de la región.
En la localidad se destaca el Jardín Botánico.

## Ciudades hermanas
- Aguas Blancas, Argentina[9]
- San Ramón de la Nueva Orán, Argentina